# Бертришам
Бертриша́м (фр. Bertrichamps) — коммуна во французском департаменте Мёрт и Мозель региона Лотарингия. Относится к  кантону Баккара.	

## География
Небольшой городок Бертришам расположен в 55 км к юго-востоку от Нанси в предгорьях Вогезов. Стоит на правом берегу Мёрта, окружён лесными массивами. Соседние коммуны: Нёфмезон на северо-востоке, Тиавиль-сюр-Мёрт и Раон-л'Этап на юго-востоке, Лашапель на юге, Баккара на северо-западе.

## Демография
Население коммуны на 2010 год составляло 1077 человек.
| 1962 | 1968 | 1975 | 1982 | 1990 | 1999 | 2010 |
| ---- | ---- | ---- | ---- | ---- | ---- | ---- |
| 824  | 831  | 908  | 1016 | 1045 | 1062 | 1077 |